# Márcio Teles
Marcio Teles (ur. 27 stycznia 1994 w Rio de Janeiro) – brazylijski lekkoatleta specjalizujący się w biegu na 400 metrów przez płotki.
W 2016 zajął 4. miejsce na mistrzostwach ibero-amerykańskich oraz odpadł w eliminacjach podczas igrzysk olimpijskich w Rio de Janeiro.
Złoty medalista mistrzostw Brazylii.
Rekord życiowy w biegu na 400 metrów przez płotki: 48,94 (11 czerwca 2017, São Bernardo do Campo).

## Osiągnięcia
| Rok  | Impreza                        | Miejsce        | Lokata     | Wynik |
| ---- | ------------------------------ | -------------- | ---------- | ----- |
| 2016 | Mistrzostwa ibero-amerykańskie | Rio de Janeiro | 4. miejsce | 49,67 |
| 2016 | Igrzyska olimpijskie           | Rio de Janeiro | eliminacje | 50,41 |
| 2019 | Mistrzostwa świata             | Doha           | eliminacje | 51,02 |